# Siegerswoude (Opsterland)
Siegerswoude (Fries: Sigerswâld [sigəz’vɔ:t]) is een dorp in de gemeente Opsterland, in de Nederlandse provincie Friesland. Het ligt ten oosten van Drachten.
Het dorp telde in 2023 845 inwoners. Onder Siegerswoude vallen ook de buurtschappen Voorwerk en De Friese Wilp, een dorpskern die overloopt in het Groningse dorp De Wilp. 
Het dorp ligt in het zuidelijke deel van de Friese Wouden bij de grens met de provincie Groningen en ten oosten van Ureterp, ten zuidoosten van Frieschepalen, ten zuiden van De Wilp en ten noorden van Bakkeveen. Het dorp bestaat uit verspreide bewoning langs de wegen Binnenwei, Foarwurk, Bremerwei en Van Akenwei. Het dorp heeft geen echte kern.
Siegerswoude kent veel forensisme; in 2013 werkte 74% van de inwoners buiten de gemeente Opsterland, ten opzichte van 68% van de inwoners van de gemeente gemiddeld.

## Geschiedenis
De eerste vermelding van de plaats dateert uit 1315 als Sigerswalde. In 1579 werd de plaats vermeld als Sigerswolt, in 1664 als Sigerswolde, in 1718 als Sygerswolde en in 1887 als Sijgerswolde. De naam betekent waarschijnlijk zoveel als bos/moerasbos van Sieger, een mogelijke leider van eerste kolonisten van het gebied. De eerste menselijke activiteit ter plaatse dateert uit het laatpaleolithicum. Tevens werd er op een dekzandkop aan het Ouddiep (Alddjip) waar de Beakendyk op de Boskwei aansluit, mesolithisch en neolithisch materiaal gevonden. Hoewel het gebied na de Bronstijd verlaten was, zal Siegerswoude rond het jaar 1000 en mogelijk iets eerder opnieuw bevolkt zijn geraakt.
Begin 1960 is er een belangrijke opgraving geweest op de Merskerheide onder leiding van Piet Houtsma, er is daar Creswell ontdekt wat sporadisch voorkomt. Ook komt in het gehele Boorne dal Hamburg cultuur voor en nader onderzoek zou mogelijk de migratie routes van de rendieren zelfs kunnen aantonen.
Siegerswoude is ontstaan als een wegdorp op een dekzandrug langs het Ouddiep. Siegerswoude heeft met de Binnenwei een gemeenschappelijke bewoningsas met Ureterp. Aan de noordkant van deze weg lag hoogveen en aan de zuidkant bevonden zich landbouwgronden die zich uitstrekten tot het Ouddiep. Langs het Ouddiep lagen hooilanden die 's winters onderliepen, de Mersken. Door middeleeuwse ontginning van de veengebieden met verbeterde afwatering richting het Ouddiep oxideerde het hoogveen en klonk het in, met als gevolg dat de onderliggende, onvruchtbare zandrug meer naar de oppervlakte kwam. Landbouw werd daardoor lastig en enkel heide wilde er groeien tot de komst van kunstmest in de 20e eeuw. De Merskenheide is nog een restant van deze vroegere, gedegradeerde landbouwgronden.
Het naar boven komen van de zandrug in een verder inklinkend landschap maakte Siegerswoude een van de weinige toegangswegen van Drenthe en Groningen naar Friesland. Vanuit Drenthe liep een route via Allardsoog en Bakkeveen over de Beakendyk via Siegerswoude, Ureterp en Beetsterzwaag. Bij Siegerswoude sloot de Groningse route van De Haar hierop aan. Dit maakte het gebied gedurende de Tachtigjarige Oorlog ook tot een geschikte locatie voor verdedigingswerken van de Friese waterlinie: Breebergerschans bij Waskemeer, de Zwartendijksterschans bij Een-West en de schans Frieschepalen.
In Siegerswoude heeft een voorwerk van het Benedictinesseklooster te Smalle Ee gestaan. Het wordt in 1518 genoemd, maar er was in de 13e eeuw al bedrijvigheid. Bij opgravingen in de jaren 80 werden restanten gevonden van grachten, afvalkuilen, een mogelijke leemput en een ijzersmelterij. Het voorwerk vormde een kleine ontginning te midden van een uitgestrekt hoogveengebied, het werd omgeven door wallen en bomen. Op het voorwerk woonden nonnen die werden geholpen door lekenbroeders, zij hielden zich vooral bezig met het weiden van schapen. In 1580 vervielen alle kloostergoederen van Smalle Ee aan de Staten van Friesland. Toen was er alleen nog sprake van een kloosterboerderij met landerijen, reeds bewoond door een huurboer. Het Voorwerk kwam in de 17e eeuw in het bezit van de familie Van Boelens. De boerderij behield haar geïsoleerde ligging tot het naastgelegen Voorwerkersveld in het begin van de 20e eeuw ontgonnen werd. Ter plaatse van deze kloosterboerderij staat tegenwoordig de boerderij 'Het Voorwerk' uit 1800.

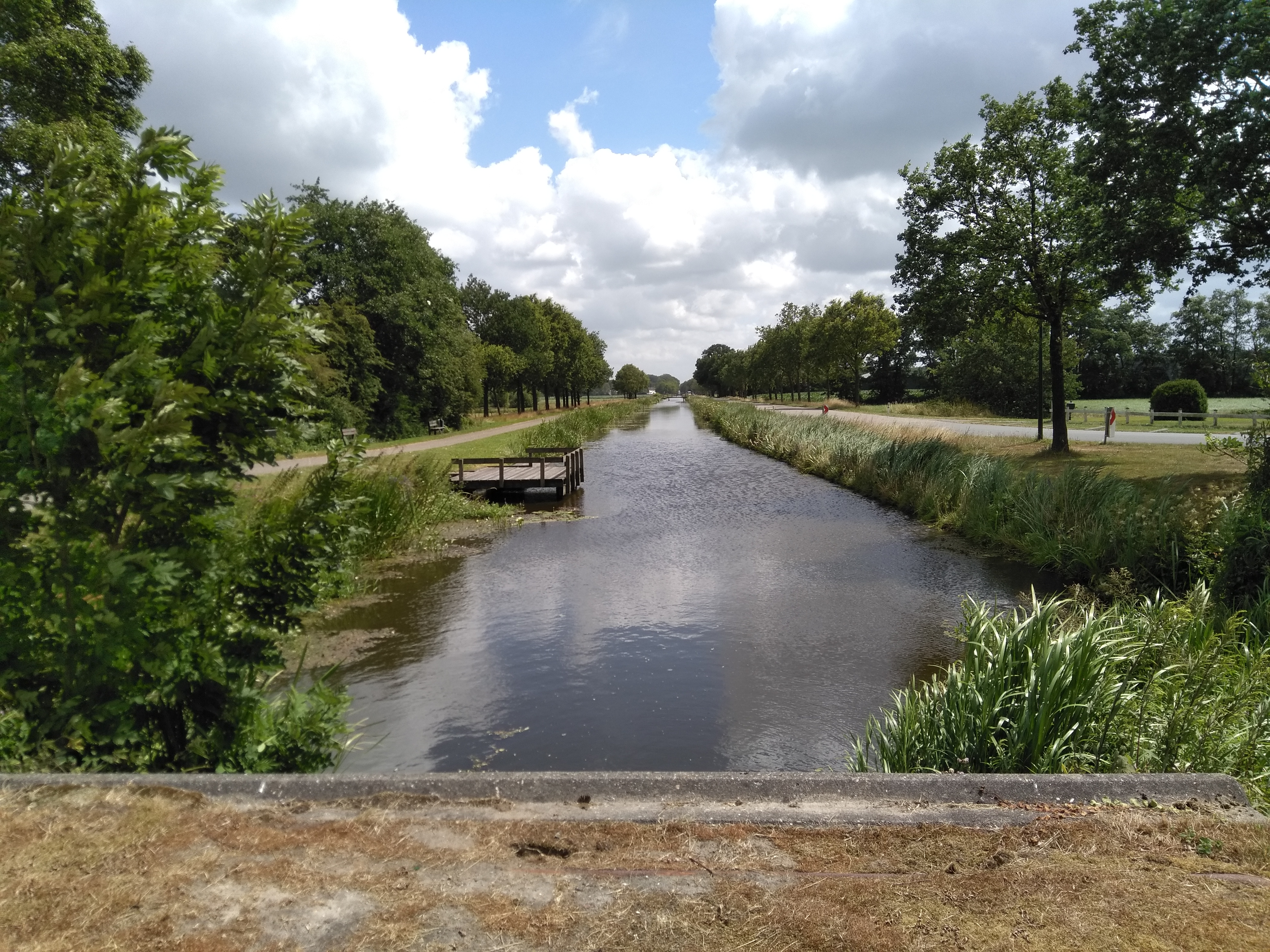
Bakkeveenster Vaart in zuidelijke richting, gezien vanaf de Voorwerkersbrug.

Lange tijd was Siegerswoude een gebied met extensieve landbouw en weinig inwoners. In 1718 en 1830 bestond het dorp dan ook uit 17 boerderijen. Met het graven van de Frieschepalenvaart (1659) en later de Bakkeveenstervaart (ca. 1670) als onderdelen van de Drachtster Compagnonsvaart kwam de grootschalige ontginning van het gebied op gang met als gevolg dat veel mensen naar Siegerswoude trokken. Zij vestigden zich met name langs de Frieschepalenvaart en langs de Wilpsterwijk. In 1744 waren de veengebieden rond Siegerswoude bijna volledig ontgonnen, op het Voorwerkersveld na. In het begin van de 20e eeuw kwam de veenontginning op gang net over de grens bij het Groningse Breemen, waarbij ook al grond in Friesland ontgonnen werd. Tussen 1910 en 1916 werd het Voorwerkersveld systematisch ontgonnen op initiatief van de Noord-Nederlandse Cultuurvereniging.
Siegerswoude kent drie woongebieden: het eigenlijke dorp aan de Binnenwei en in het verlengde de Bremerwei, de buurtschap Voorwerk tot aan De Wilp en de noordwesthoek tussen Frieschepalen en De Wilp, langs het kanaal en het Langpaed. Ook Bakkeveen maakte eertijds deel uit van het dorpsgebied van Siegerswoude. De eerdergenoemde bebouwing langs de Frieschepalenvaart en langs de Wilpsterwijk groeiden later uit tot zelfstandige dorpen. Van der Aa noemt Frieschepalen "een gehucht onder Sigerswoude en Ureterp". Frieschepalen werd in 1953, deels op het gebied van Siegerswoude en deels op het gebied van Ureterp, als zelfstandig dorp gecreëerd. De Wilp breidde zich uit langs de Wilpsterwijk en de Oudemolenweg om begin 19e eeuw gehucht te worden dat deels in Groningen en deels in Friesland ligt, aan de provinciegrens lopen de Friese en Groninger bebouwing tegenwoordig dan ook in elkaar over. De buurt die aan het Groninger dorp vastzit, wordt ook wel "De Friese Wilp" genoemd. Er is in het verleden herhaaldelijk sprake van geweest dit gedeelte bij De Wilp te trekken.
| 122                                                                                   | 280 | 649 | 586 | 665 | 679 | 737¹ | 726 | 1105¹ | 1319¹ | 1563¹ | 955 | 835 | 910 | 860 | 880 | 815 | 825 | 830 | 835 |
| Data afkomstig van volkstellingen.nl, CBS en Opsterland.nl. ¹ inclusief Frieschepalen |     |     |     |     |     |      |     |       |       |       |     |     |     |     |     |     |     |     |     |

## Maatschappelijk leven
In 1983 werd het dorpshuis "Uthôf" geopend. Hier vergadert de vereniging Dorpsbelangen, opgericht in 1879. In eerste instantie betrof het afgedankte noodlokalen, drie jaar later aangebouwd met een stenen deel. Toen in 1997 houtzwam werd geconstateerd, werden de noodlokalen afgebroken en een volledig stenen dorpshuis neergezet. Siegerswoude heeft een verenigingsleven met 27 verenigingen en stichtingen. Zo is er SKW de Krite (Sociaal Cultureel Werk), welke allerlei activiteiten verzorgt. De stichting Kasio (Kabel Siegerswoude en omstreken) legde in 1998 haar eigen kabelnetwerk aan. Daarnaast telt Siegerswoude vijf buurtverenigingen. 

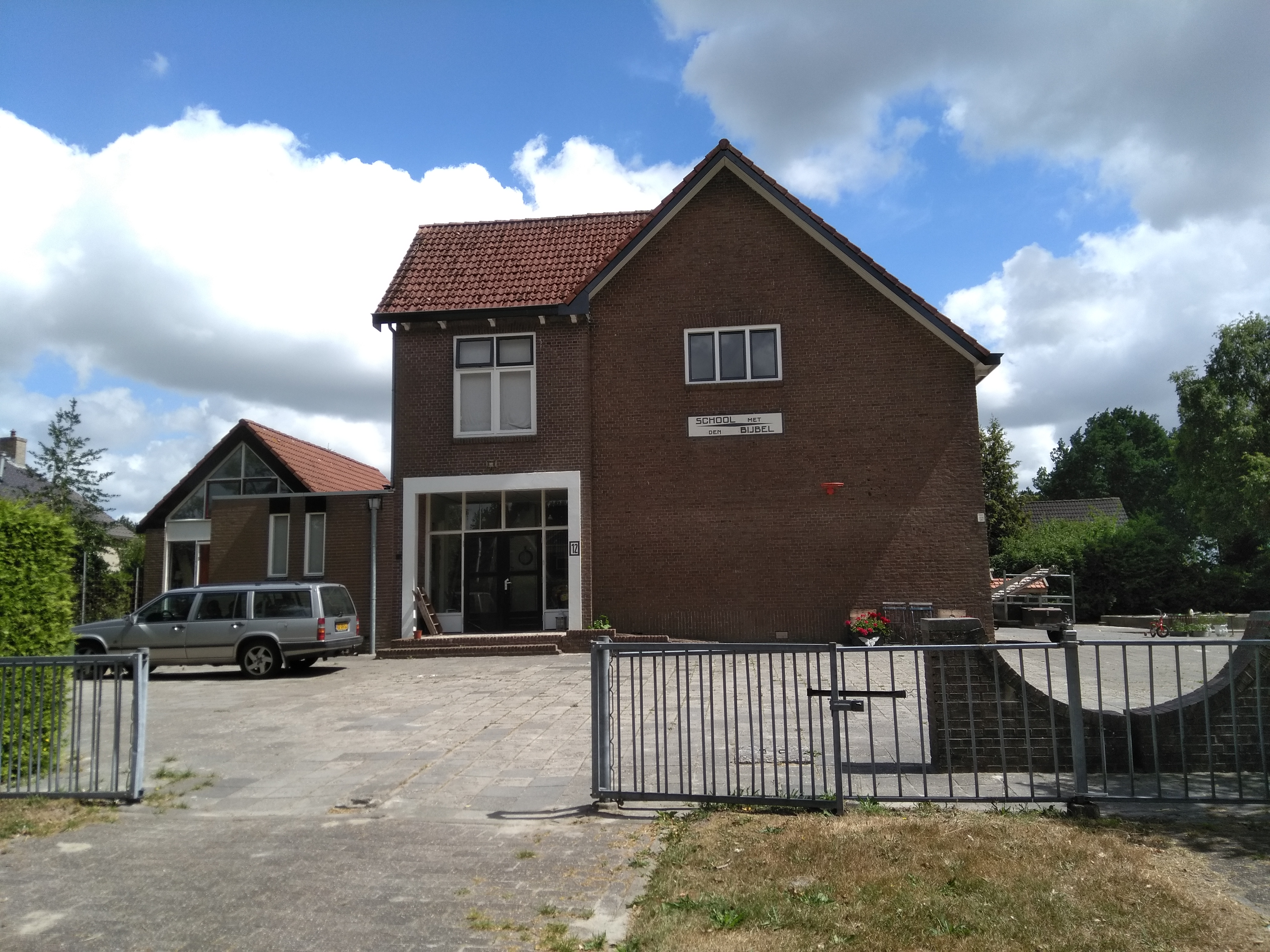
Schoolgebouw van de voormalige Christelijke basisschool.

## Onderwijs
In Siegerswoude waren tot 2012 twee basisscholen, CBS De Foarikker en de openbare basisschool Foarwurk. 

### Christelijke basisschool De Foarikker
In 1922 werd deze school opgericht als School met den Bijbel door evangelist Everhardus van Aken. De school werd in 1984 verbouwd en heeft rond deze tijd de naam CBS De Foarikker gekregen. Vrij vertaald staat ‘De Foarikker’ voor de ‘Voorakker’. In mei 2014 werd bekend dat de school haar deuren per 31 juli 2014 zou sluiten wegens een te gering aantal leerlingen. De school fuseerde met CBS Betrouwen in Bakkeveen.

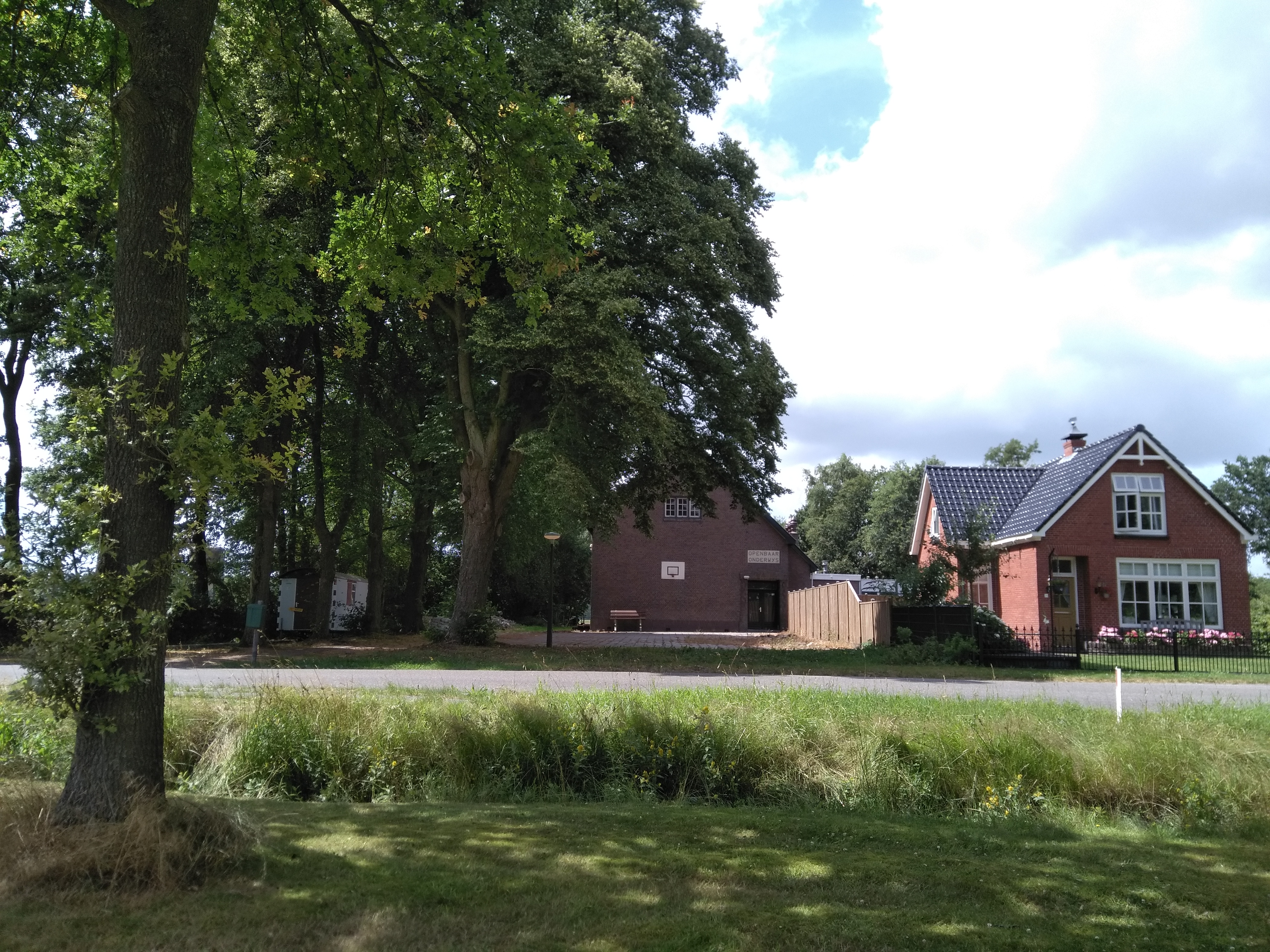
Schoolgebouw van de voormalige openbare basisschool.

### Openbare basisschool 't Foarwurk
Van 1922 tot 2012 kon er in Siegerswoude openbaar onderwijs gevolgd worden aan 't Foarwurk. Door een te gering aantal leerlingen moest de school haar deuren in augustus 2012 sluiten en is het gefuseerd met openbare basisschool De Skâns in Frieschepalen. Een samenwerking tussen 't Foarwurk en De Foarikker in de vorm van een brede school had te weinig draagvlak onder de ouders van de twee scholen. Het voormalige schoolgebouw aan het Foarwurk is rond 1922 gebouwd.

## Sport
Tot 1929 kende Siegerswoude een voetbalvereniging. Nadat deze naar Bakkeveen verhuisde, kwam hiervoor in de plaats een korfbalvereniging: G en O. Dit veranderde in 1933 in VKC (Voorwerker Korfbal Club). De hoogtijdagen van VKC waren rond 1950 toen viermaal om het kampioenschap van Nederland werd gespeeld. In 2025 wordt de vereniging opgeheven.
De ijsbaan van de plaatselijk ijsvereniging "Ysnocht" bevindt zich sinds 1968 aan de Klauwertswei. 

## Religie
Siegerswoude kent twee kerkgebouwen en valt onder vier kerkelijke gemeenten.

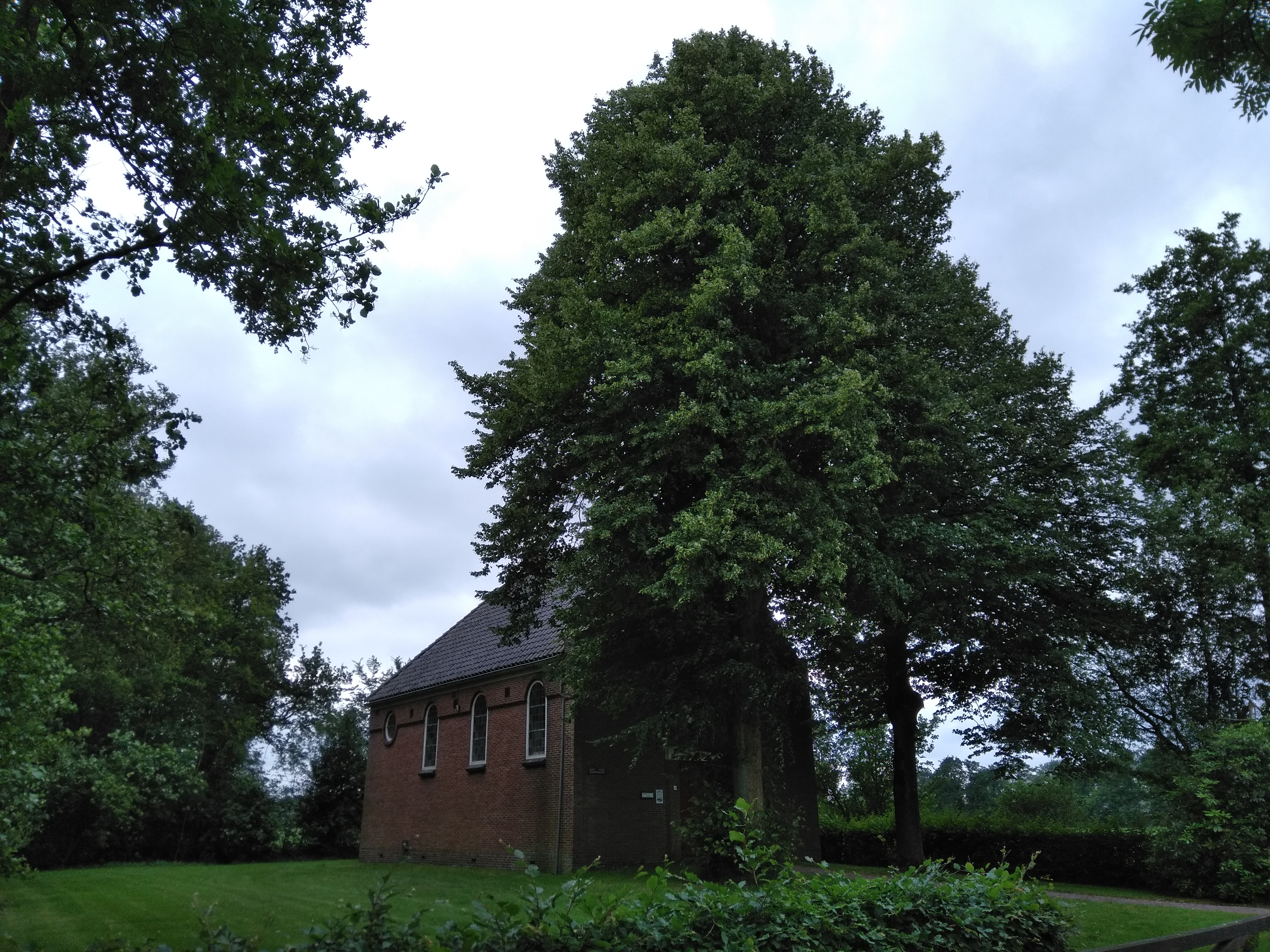
De hervormde kerk te Siegerswoude uit 1949.

### Hervormde kerk
De eerste hervormde kerk van Siegerswoude stond aan de Beakendyk op een kerkheuvel van 7,10 meter boven NAP. De kerk dateerde uit eerste helft van de 13e eeuw en was gewijd aan Jakobus de Meerdere. Het gebouw werd omwille van zijn bouwvallige staat gesloopt in 1909, waarna er een opvolger gebouwd werd aan de Binnenwei. Deze opvolger brandde af in 1941 en in 1949 verrees de huidige kerk aan de Binnenwei naar het ontwerp van Jo Vegter. Het kerkhof van het dorp bevindt zich nog op de plaats van de eerste kerk aan de Beakendyk.
De eerste hervormde gemeenten van Duurswoude, Wijnjeterp, Ureterp en Siegerswoude deelden één predikant. In 1722 gingen Ureterp en Siegerswoude verder als een gemeente met een gemeenschappelijke predikant. In de jaren 70 van de vorige eeuw fuseerden de hervormde gemeenten van Ureterp, Frieschepalen, Siegerswoude en Bakkeveen tot de Hervormde Gemeente Opsterland Noord. In 2017 volgde een fusie van Opsterland Noord met de Gereformeerde Kerk De Mande te Bakkeveen tot de PKN-gemeente "It Keningsfjild".

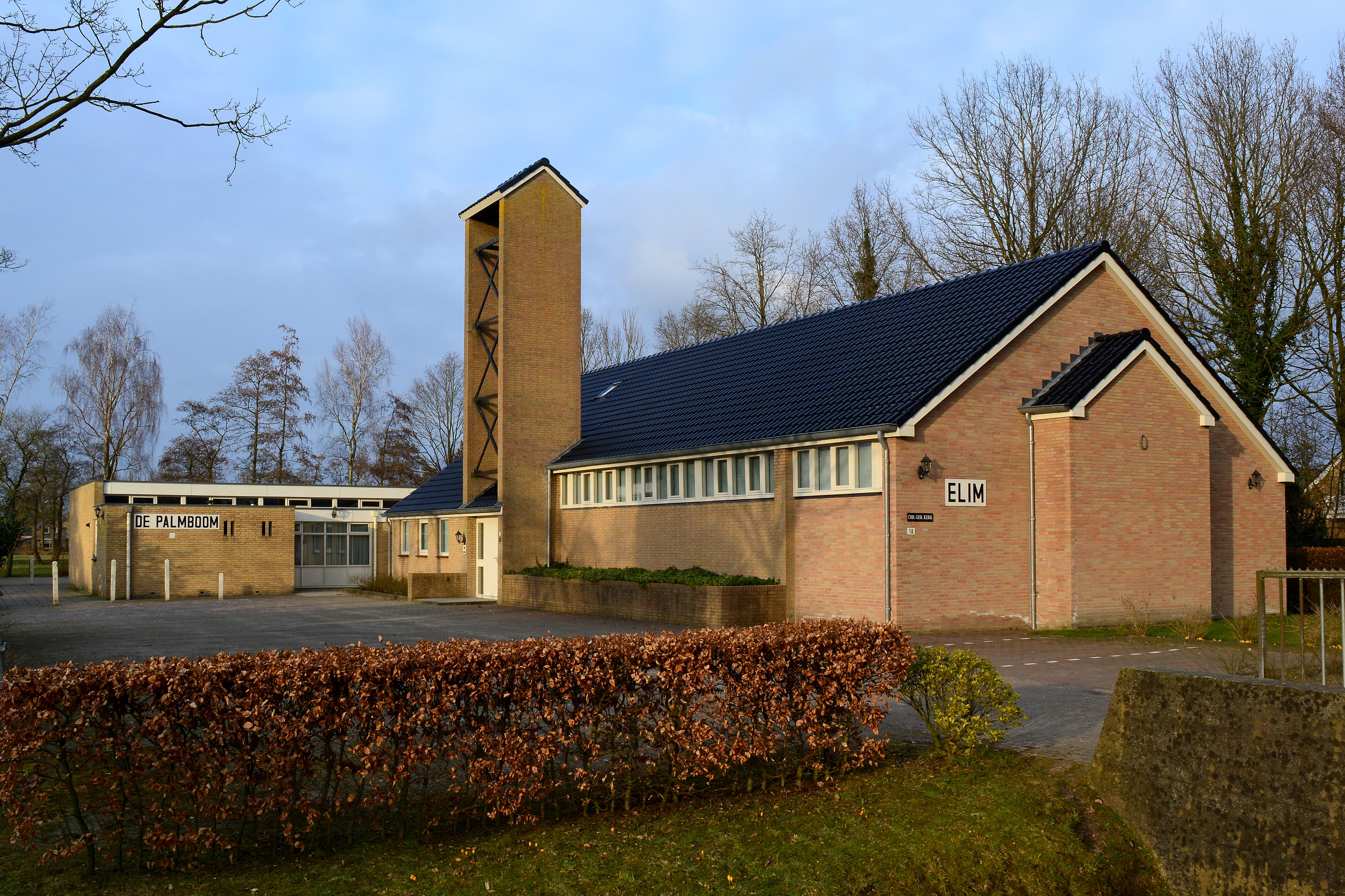
Christelijk Gereformeerde kerk te Siegerswoude.

### Christelijke Gereformeerde Kerk "Elim"
Begin 20e eeuw werd de gemeente opgericht door de evangelist Van Aken. Deze gemeente was in eerste instantie een hervormde evangelisatie voor De Wilp en Siegerswoude. De christelijk gereformeerde gemeente werd in 1960 geïnstitueerd. Het nieuwe kerkgebouw "Elim" werd in 1970 gebouwd aan de Taeijewyk naar het ontwerp van architect Zeger Wijnands. Het orgel met neogotische orgelkas van rond 1895 werd overgenomen van de Pauluskerk in Den Haag.

### Protestantse Kerk
Verder heeft Siegerswoude samen met De Wilp een protestantse gemeente, in 2015 ontstaan uit een fusie van de gereformeerde gemeente en de hervormde gemeente van De Wilp en Siegerswoude. Deze gemeente houdt haar diensten in de Oosterkerk in De Wilp.

### Voortgezette Gereformeerde Kerk
In 1928 werd de Gereformeerde Kerk van Siegerswoude geïnstitueerd. Met het afsplitsen van Frieschepalen als zelfstandig dorp werd dit de Gereformeerde Kerk Frieschepalen-Siegerswoude. In 2004 besloot de gemeente niet mee te gaan in een fusie tot een PKN-gemeente, waarna zij zich aansloot bij de Voortgezette Gereformeerde Kerken in Nederland.

## Openbaar vervoer
Siegerswoude wordt bediend door de vervoersmaatschappijen Qbuzz.
- Lijn 84: Drachten - Ureterp - Frieschepalen - Siegerswoude - Bakkeveen - Wijnjewoude - Donkerbroek - Oosterwolde
- Lijn 89: Ureterp - Frieschepalen - Siegerswoude - De Wilp - Marum

## Geboren in Siegerswoude
- Jan de Roos (1896-1979), straatartiest
- Jan Ploegh (1922-2013), voetballer en bestuurder

Dorpen: Bakkeveen · Beetsterzwaag · Drachten-Azeven · Frieschepalen · Gorredijk · Hemrik · Jonkersland · Langezwaag · Lippenhuizen · Luxwoude · Nij Beets · Olterterp · Siegerswoude · Terwispel · Tijnje · Ureterp · Waskemeer (klein deel) · Wijnjewoude

Buurtschappen: Allardsoog (deels) · Haneburen · Hanebuurt · Heidehuizen · Hemrikerverlaat · Klein Groningen · Kooibos · Kortezwaag · Moskou (deels) · Nieuwe Vaart · Oosterend · Oud Beets · Petersburg (deels) · Rolbrug · Selmien · Sparjebird · Uilesprong · Ureterp aan de Vaart · Voorwerk · Vosseburen · Welgelegen (deels) · Wijngaarden · Wijnjeterpverlaat

Friesland: Steden en dorpen      Nederland: Provincies · Gemeenten